# Most Generała Rafaela Urdanety
Most Generała Rafaela Urdanety (puente General Rafael Urdaneta, zwany również puente sobre el Lago) – most przerzucony nad jeziorem Maracaibo, łączący miasto Maracaibo w Wenezueli z resztą kraju, zaprojektowany przez włoskiego architekta Riccarda Morandiego. 
Konstrukcja żelbetowa, nazwany na cześć jednego z ojców założycieli państw wchodzących w skład Wielkiej Kolumbii, generała Rafaela Urdanety. Jest to drugi co do długości most w Ameryce Południowej.

## Katastrofa z 1964 roku
W dwa lata po inauguracji, 6 kwietnia 1964 roku, wypełniony ładunkiem 236 tys. baryłek ropy naftowej tankowiec „Esso Maracaibo” zderzył się z filarem mostu powodując jego zawalenie się. W wyniku katastrofy zginęło 7 osób, wszystkie znajdowały się w pojazdach na moście, które runęły do wody. Nikt z członków załogi tankowca nie ucierpiał, nie doszło również do wycieku ropy.   

## Stan po katastrofie Ponte Morandi w 2018 roku
Po katastrofie mostu Ponte Morandi w Genui, władze Maracaibo zatroskały się o stan starszego o pięć lat mostu projektu tego samego architekta. W wyniku pożaru stacji zasilania znajdującej się na jednym z obrzeży konstrukcji, do którego doszło 17 sierpnia 2018, a także przez wzgląd na katastrofę włoskiego mostu, władze zdecydowały o tymczasowym zamknięciu przeprawy na czas koniecznych prac konserwatorskich. Inżynierowie i naukowcy z państwowego uniwersytetu Zulia w Maracaibo podjęli się kontroli technicznej mostu, by zapobiec powtórce tragedii z Genui. Wg profesor Oladys Troconis de Rincón, między amerykańskim a europejskim projektem Morandiego istnieją trzy znaczące różnice: filary mostu wenezuelskiego są wykonane ze stali, a nie z betonu (Genua); materiały użyte w konstrukcji mostu w Maracaibo zostały wybrane pod kątem tropikalnych warunków klimatycznych; wreszcie znacznie większa długość i liczba przęseł pozwala lepiej rozłożyć ciężar konstrukcji. Były szef Kolegium Inżynierskiego tego samego uniwersytetu i ekspert niezależny Marcelo Monot dodaje jednak, że prac konserwatorskich nie przeprowadzano od ponad trzynastu lat, co podnosi ryzyko zawalenia się tej konstrukcji w przyszłości.